# Егоров, Сергей Петрович
Сергей Петрович Его́ров (1899—1969) — советский геолог.

## Биография
Родился 2 октября 1899 года в Алатыре (ныне Чувашия).
С 1917 г. работал статистиком, кочегаром на железной дороге, конторщиком. В 1919—1923 гг. служил в РККА.
В 1929 году окончил физико-математический факультет КГУ имени В. И. Ульянова (Ленина).
В 1929—1940 гг. работал в партиях Геологического комитета Всесоюзного совета народного хозяйства, в горно-геологическом отделе Научного института по удобрениям ВСНХ, на геологических изысканиях канала Москва-Волга и Куйбышевского гидроузла.
В тресте «Татнефтегазразведка»: 1940—1947 — старший геолог Шугуровской нефтеразведки, в 1947—1965 гг. начальник геологического отдела.
Участник открытия Шугуровского (1943) и Ромашкинского (1948) месторождений нефти. Всего при его участии в Татарстане открыто ок. 100 нефтяных месторождений. Соавтор методики поисков и разведки девонских месторождений нефти.

## Награды и премии
- Сталинская премия второй степени (1950) — за открытие нового крупного нефтяного месторождения
- орден «Знак Почёта»
- медали